# Prayut Chan-o-cha
Prayuth Chan-o-cha (en tailandès: ประยุทธ์ จันทร์ โอชา) (21 de març de 1954) és un oficial de l'exèrcit tailandès. Des d'octubre de 2010, ha estat el comandant en cap del Reial Exèrcit Tailandès i el president del Army United Football Club.

## Biografia
Com a segon oficial al comandament de l'I Exèrcit, va prendre part en el Cop d'estat a Tailàndia de 2006 dirigit per Sonthi Boonyaratkalin, que va enderrocar el Govern civil de Thaksin Shinawatra.
Després del seu nomenament com a cap de l'exèrcit el 2010, Prayut es va caracteritzar com un reialista i un opositor de l'antic primer ministre Thaksin Shinawatra. Considerat un partidari de la línia dura dins de l'exèrcit, va ser un dels principals defensors de la repressió militar a les manifestacions dels Camisa Vermella d'abril de 2009 i d'abril a maig de 2010.

### Comandant en cap
L'1 d'octubre de 2010 fou nomenat cap de l'exèrcit, succeïnt Anupong Paochinda. Més tard va intentar moderar el seu perfil cooperant amb el govern de Yingluck Shinawatra, que va guanyar les eleccions generals de Tailàndia de 2011.

### Primer ministre
Durant la crisi política de 2013 i 2014, Chan-ocha va declarar la llei marcial el 20 de maig de 2014 i es va proclamar "Líder del Consell Nacional de Pau". El 22 de maig va fer un cop d'estat contra el govern de Niwatthamrong Boonsongpaisan, en què es va suspendre la constitució i es van arrestar diversos membres del govern enderrocat. El juliol de 2014 es va prohibir els mitjans criticar les operacions de la junta i el seu personal.
Un nou Parlament va ser constituït al juliol, una setmana després que entrés en vigor la Constitució interina en la qual els colpistes s'atorguen tot el poder per crear una «democràcia genuïna», a més de garantir-se una amnistia. El nou parlament, amb més de la meitat dels escons ocupats per militars en actiu o retirats, va elegir Prayuth Chan-o-cha com a primer ministre del país amb 191 vots a favor, cap en contra i tres abstencions. El setembre de 2014, després de complir 60 anys, l'edat obligatòria de jubilació, va cedir el càrrec al general Udomdej Sitabutr, en una cerimònia celebrada a la caserna general de l'Exèrcit a Bangkok. No obstant això, Prayuth va romandre com a cap de la Junta Militar i com a primer ministre.
El 2019, després de nombrosos retards, la junta finalment va celebrar eleccions generals el 24 de març en les que el Senat seria nomenat íntegrament per la junta i els districtes electorals redissenyats a darrera hora. Després de les eleccions, el partit pro-junta Palang Pracharath va formar un govern de coalició, amb Prayut escollit pel parlament per a un segon mandat com a primer ministre tot i que el seu partit no va guanyar la majoria d'escons. Durant el seu mandat el sistema electoral va canviar a un de doble llista de cara a les eleccions de 2023 per reduir el nombre de partits a la cambra.

## Després del mandat
Prayut va anunciar la seva retirada de la política després dels resultats de Nació Tai Unida, que va acabar tercer a les eleccions generals de Tailàndia de 2023 que va guanyar el partit Avançar de Pita Limjaroenrat. Va ocupar un càrrec provisional fins que l'Assemblea Nacional va votar Srettha Thavisin del Partit Pheu Thai com a nou primer ministre el 22 d'agost.